# Mentalist
Mentalist ou Le Mentaliste au Québec (The Mentalist) est une série télévisée américaine en 151 épisodes de 42 minutes environ créée par Bruno Heller, diffusée en simultané entre le 23 septembre 2008 et le 18 février 2015 sur le réseau CBS aux États-Unis et sur le réseau CTV au Canada.

## Synopsis
L’unité des crimes majeurs du California Bureau of Investigation (CBI), dirigée par Teresa Lisbon, enquête sur des crimes, avec la collaboration de Patrick Jane, consultant pour le CBI, utilisant ses facultés de mentalisme.
Patrick Jane dispose d’un sens très fin de la psychologie et de son mental (lecture froide, hypnose, etc.). Il ne s’agit pas d’un pouvoir, car il a aussi été prestidigitateur. Sa carrière de voyant lui a également permis d’acquérir des connaissances pointues en matière d’analyse psychomotrice. Tous ses talents rassemblés lui permettent d’être plus précisément un mentaliste, ce qui lui vaut d’être également un manipulateur très efficace pour résoudre les enquêtes.
En parallèle de ses enquêtes avec le CBI, Jane n'a de cesse de recueillir des informations sur un certain John le Rouge (Red John en version originale), un tueur en série qui signe ses meurtres par un smiley dessiné sur les murs avec le sang de ses victimes. John le Rouge a assassiné la femme et la fille de Jane qui, autrefois, se faisait passer pour un médium et s’était moqué du tueur durant un spectacle télévisé, ce qui avait poussé le tueur à s'en prendre à sa famille. Jane met donc tout en œuvre pour découvrir l'identité du tueur afin de venger les siens.

## Distribution

### Acteurs principaux
| Acteurs         | VF                  | Rôle           | Apparitions | Apparitions | Apparitions | Apparitions | Apparitions | Apparitions | Apparitions | Nombre d'épisodes apparus |
| Acteurs         | VF                  | Rôle           | Saison 1    | Saison 2    | Saison 3    | Saison 4    | Saison 5    | Saison 6    | Saison 7    | Nombre d'épisodes apparus |
| --------------- | ------------------- | -------------- | ----------- | ----------- | ----------- | ----------- | ----------- | ----------- | ----------- | ------------------------- |
| Simon Baker     | Thierry Ragueneau   | Patrick Jane   | Principal   | Principal   | Principal   | Principal   | Principal   | Principal   | Principal   | 151                       |
| Robin Tunney    | Cathy Diraison      | Teresa Lisbon  | Principale  | Principale  | Principale  | Principale  | Principale  | Principale  | Principale  | 151                       |
| Tim Kang        | Stéphane Pouplard   | Kimball Cho    | Principal   | Principal   | Principal   | Principal   | Principal   | Principal   | Principal   | 151                       |
| Owain Yeoman    | Thibaut Belfodil    | Wayne Rigsby   | Principal   | Principal   | Principal   | Principal   | Principal   | Principal   | Invité      | 130                       |
| Amanda Righetti | Stéphanie Lafforgue | Grace Van Pelt | Principale  | Principale  | Principale  | Principale  | Principale  | Principale  | Invitée     | 126                       |
| Rockmond Dunbar | Gilles Morvan       | Dennis Abbott  |             |             |             |             |             | Principal   | Principal   | 29                        |
| Emily Swallow   | Florence Cabaret    | Kim Fischer    |             |             |             |             |             | Principale  |             | 14                        |
| Joe Adler       | Geoffrey Vigier     | Jason Wylie    |             |             |             |             |             | Récurrent   | Principal   | 26                        |
| Josie Loren     | Kelly Marot         | Michelle Vega  |             |             |             |             |             |             | Principale  | 10                        |

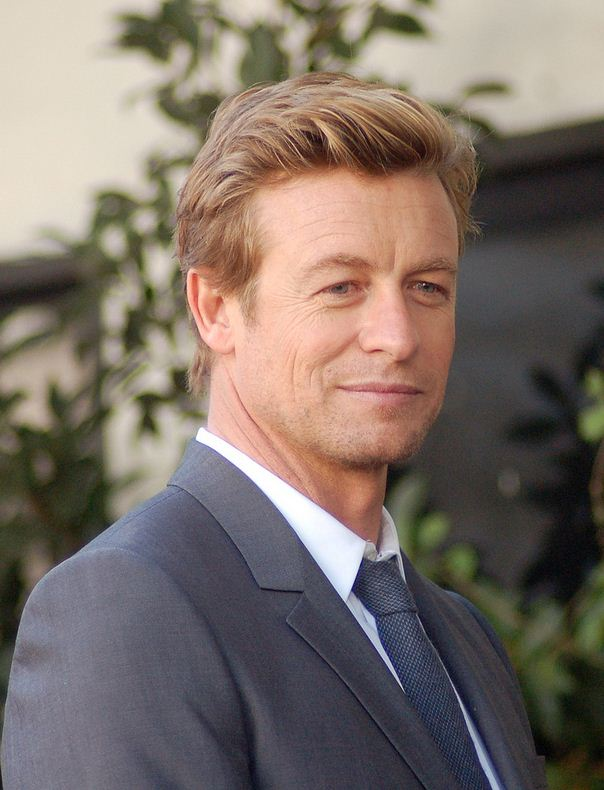
Simon Baker interprète Patrick Jane
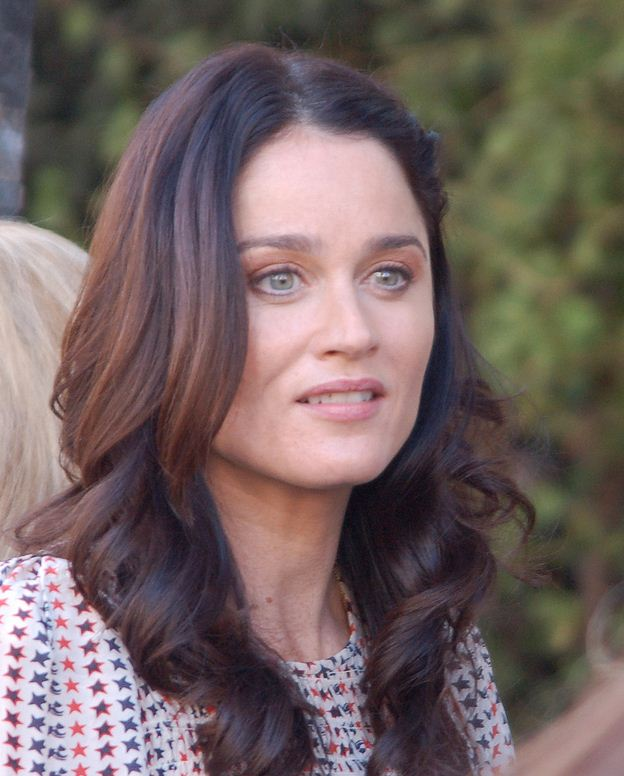
Robin Tunney interprète Teresa Lisbon
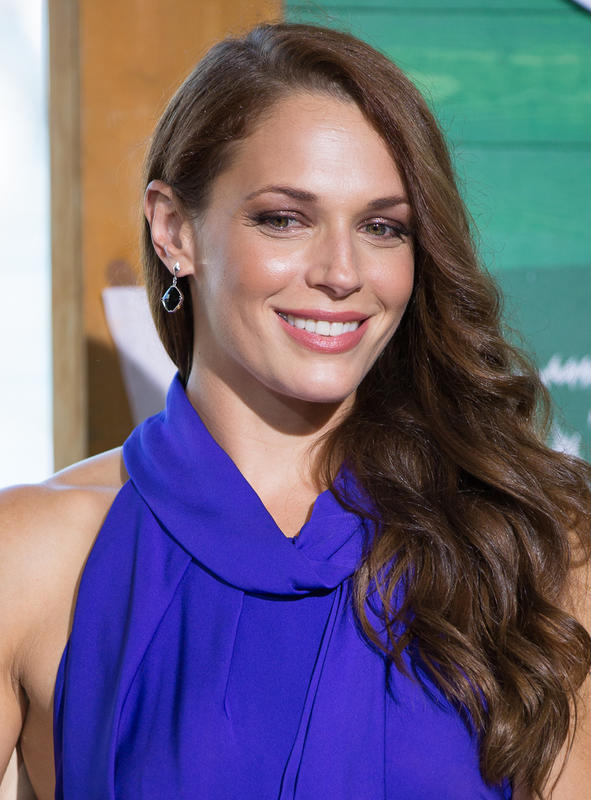
Amanda Righetti interprète Grace Van Pelt
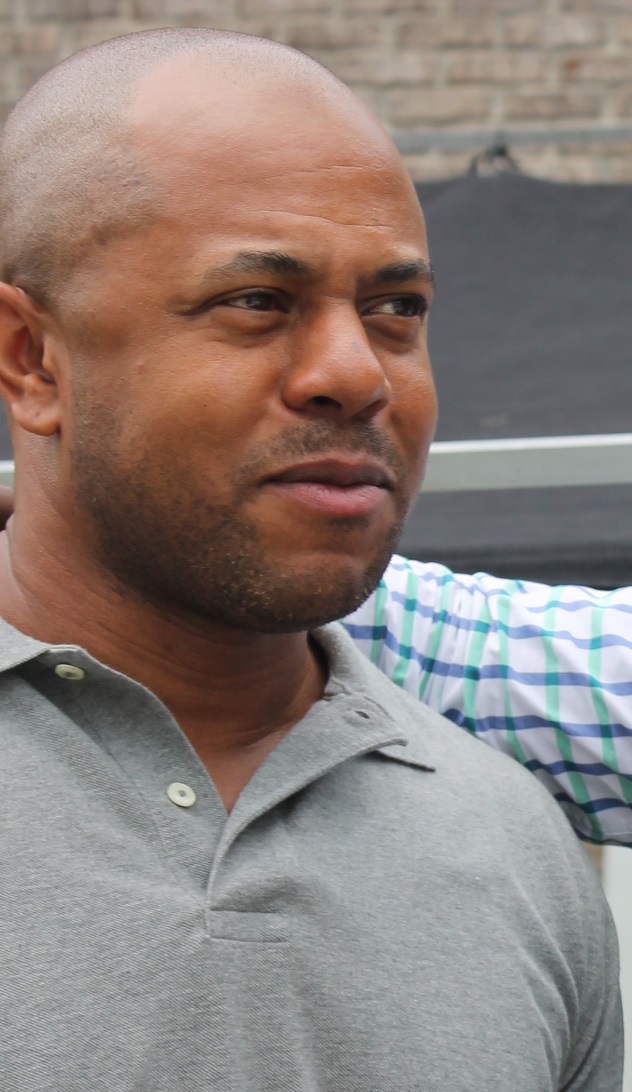
Rockmond Dunbar interprète Dennis Abbott

### Acteurs récurrents
- Gregory Itzin (VF : Michel Prud'homme (TPS Star) et Hervé Jolly (TF1)) : Virgil Minelli, le premier chef superviseur du CBI (saisons 1-3, 5)
- Xander Berkeley (VF : Stefan Godin) : shérif Thomas McAllister / John le Rouge (saisons 1-2, 6)
- Terry Kinney (VF : Jean-Alain Velardo) : Sam Bosco (saison 2)
- Rebecca Wisocky (VF : Véronique Borgias) : Brenda Shettrick, attachée aux relations publiques (saisons 2-3, 5)
- Michael Gaston (VF : Patrick Borg) : Gale Bertram, directeur du CBI (saisons 3-6)
- Aunjanue Ellis (VF : Annie Milon) : Madeleine Hightower, la deuxième cheffe superviseur du CBI (saisons 2-3, 6)
- Malcolm McDowell (VF : Jean-Pierre Leroux) : Bret Stiles, dirigeant de Visualize (saisons 2-6)
- Pruitt Taylor Vince (VF : Paul Borne) : J. J. LaRoche, chef des affaires internes du CBI, puis superviseur de Lisbon, puis agent du FBI (saisons 3-6)
- Eric Winter (VF : Yann Peira) : agent du FBI Craig O'Laughlin (saisons 3-4)
- Jillian Bach (VF : Nathalie Kanoui) : Sarah Harrigan, avocate et ex-compagne de Rigsby, mère de Benjamin (saisons 3-5)
- David Norona (en) (VF : Serge Faliu) : Osvaldo Ardiles, District Attorney du CBI (saisons 3-6)
- Michael Rady (VF : Didier Cherbuy) : Luther Wainwright, le quatrième chef superviseur du CBI (saison 4)
- Catherine Dent (VF : Sabeline Amaury) : agent spécial du FBI Susan Darcy (saison 4)
- Samaire Armstrong (VF : Magali Rosenzweig) : Summer Edgecombe, informatrice et ex-petite amie de Cho (saisons 4-5)
- Emmanuelle Chriqui (VF : Julie Dumas) : Lorelei Martins, la disciple de John le Rouge (saisons 4-5)
- Reed Diamond (VF : Alexis Victor) : Agent du CBI, puis du FBI Raymond « Ray » Haffner (saisons 4-6)
- William Mapother (VF : Bertrand Liebert) : Richard Haibach (saisons 4, 6)
- Kevin Corrigan (VF : Stéphane Ronchewski) : Robert « Bob » Kirkland, agent de la sécurité intérieure (saisons 5-6)
- Drew Powell (VF : Frédéric Souterelle) : Reede Smith, agent du FBI (saisons 5-6)
- Pedro Pascal (VF : Jean-Christophe Lebert) : agent Marcus Pike (saisons 6-7)
- John Troy Donovan (VF : Bertrand Dingé) : agent Ron, du CBI (saisons 1-7)
- Leslie Hope : Kristina Frye, médium (saisons 1-3)

### Invités
- Kirk Acevedo, épisode Un saut dans le passé : Christian Dos Santos
- Amir Arison, épisode Sortie de route : Ryan Kasmir
- David Alan Basche : Dr. Jack Wilder (saison 3, épisode 10)
- Paul Ben-Victor : Noah Landau (saison 2, épisode 13)
- Dennis Boutsikaris, épisode Sous influence : Dr Michael Rubin
- Lisa Brenner : Jennifer Sands (saison 1, épisode 4)
- Brianna Brown : Krystal Markham (saison 6, épisode 11)
- Sterling K. Brown : Agent Higgins (saison 6, épisode 11)
- A. J. Buckley : Ace Brunell (saison 7, épisode 10)
- Erin Cahill : Donna Hines (saison 2, épisode 6)
- Christopher Cousins, épisodes Une promesse et Derrière le rideau rouge : Jason Lennon
- Brett Cullen : Dane Kurtik (saison 1, épisode 3)
- Mark Deklin : James Kinsey (saison 2, épisode 13)
- Mike Doyle : Mason Braverman (saison 5, épisode 21)
- Anne Dudek, épisode Coup monté : Sloan Dietz
- Stacy Edwards : Concetta Wale (saison 3, épisode 2)
- Bodhi Elfman : Rick Tiegler (saison 1, épisode 18)
- Patrick Fabian : Rand Faulk (saison 1, épisode 17)
- James Frain : Terry Murphy (saison 4, épisode 14)
- Paul Michael Glaser : Walter Crew (saison 2, épisode 2)
- Currie Graham : Walter Mashburn (saison 2, épisode 13 & saison 3, épisode 7)
- Tim Guinee : Tag Randolph (saison 1, épisode 1)
- Bob Gunton : Alexander Harrington (saison 2, épisode 20)
- Wings Hauser : A.P. Caid (saison 1, épisode 13)
- Rick Hoffman : Christopher Lynch (saison 2, épisode 22)
- Michael Hogan : Sean Barlow (saison 5, épisode 22)
- Željko Ivanek : Dr. Linus Wagner (saison 1, épisode 1 & saison 3, épisode 8)
- Ashley Jones : Sandrine Gerber (saison 2, épisode 6)
- Perry King : Greg Bauer (saison 4, épisode 17)
- Brooke Langton, épisode Coup monté : Pella Goodwin
- Sharon Lawrence : Melba Walker Shannon (saison 2, épisode 12)
- Robyn Lively : Sadie Harrington (saison 2, épisode 20)
- Louise Lombard : Dean Nora Hill (saison 4, épisode 16)
- Paula Marshall : Kris Makkena (saison 6, épisode 2)
- Benito Martinez : Commandant Delgado (saison 6, épisode 13)
- Max Martini : Fletcher Moss (saison 5, épisode 4)
- Fay Masterson : Melinda Batson (saison 2, épisode 2)
- Zoe McLellan : Marie Jarret Bajoran (saison 3, épisode 7)
- Dina Meyer : Abigail Barge (saison 2, épisode 15)
- Meredith Monroe : Verona Westlake (saison 2, épisode 7)
- Lochlyn Munro : Keith Farrow (saison 3, épisode 1)
- Dean Norris : Sergent Don Henderson (saison 4, épisode 8)
- Danny Nucci : Ben Machado (saison 1, épisode 9)
- Gail O'Grady : Juniper Tolliver (saison 1, épisode 1)
- Peter Onorati : Oliver Westhoff (saison 2, épisode 13)
- Linda Park : Dr. Montague (saison 3, épisode 12)
- Andrea Parker : Ann Meier (saison 1, épisode 6)
- David Paymer : James Panzer (saison 4, épisode 7)
- Evan Peters : Oliver McDaniel (saison 2, épisode 21)
- Geoff Pierson : Noah Plaskett (saison 1, épisode 23)
- Jon Polito : Bertram Duesterberg (saison 2, épisode 15)
- Richard Portnow : Phil (saison 4, épisode 1)
- Molly Price : Felicia Guthrie (saison 2, épisode 4)
- Claire Rankin : Greta Marshall (saison 4, épisode 22)
- Jeremy Ratchford : George Holiday (saison 7, épisode 7)
- Rebecca Rigg : Felicia Scott (saison 1, épisode 19)
- Elisabeth Röhm : épisode Du rouge à l'âme : Sophie Miller
- Cristine Rose (VF : Frédérique Cantrel) : Pauline (saison 3, épisode 6)
- William Russ : Dooley Gerber (saison 2, épisode 6)
- Jessy Schram : Sherry Winger / Rachel Bowman (saison 3, épisode 8)
- Charles Shaughnessy : le réceptionniste (saison 1, épisode 21)
- Lisa Sheridan : Dr. Brooke Harper (saison 1, épisode 21)
- Michael B. Silver : Julius Coles (saison 3, épisode 3)
- Jon Sklaroff : Adam Reed (saison 2, épisode 14)
- Todd Stashwick : Jared Renfrew (saison 1, épisode 11)
- Fisher Stevens : Tolman Bunting (saison 2, épisode 21)
- Alona Tal : Natalie (saison 1, épisode 14)
- Emmanuelle Vaugier, épisode Une promesse : Melissa Enfield
- Titus Welliver : Michael Ridley (saison 6, épisodes 19 et 21)
- Bradley Whitford : Timothy Carter (saison 3, épisode 24)
- Ashley Williams : Anna Dugan (saison 4, épisode 9)
- Kelli Williams : Beth Flint (saison 4, épisode 3)
- Wade Williams : Jack LaFleur (saison 4, épisode 5)
- Bellamy Young : Melanie Ayers (saison 3, épisode 2)

Version française
Studio de doublage : Dubbing Brothers
Direction artistique : Thierry Wermuth
Adaptation : Houria Belhadji & Christophe Sagniez
 Source et légende : version française (VF) sur RS Doublage et Doublage Séries Database

## Production

### Développement
La série définit souvent des épisodes basés sur des lieux de fiction avec des noms tels que Salinger Mill et Rancho Rosa. Comme la majorité des émissions de télévision américaines, Mentalist a été tourné principalement dans la zone des studios du comté de Los Angeles, mais quelques scènes ont parfois été filmées sur place à Sacramento. La structure utilisée pour représenter le siège du CBI à Sacramento se trouve à l’arrière de la Pico House au centre-ville de Los Angeles. Le 15 octobre 2008, CBS a commandé la première saison de The Mentalist [2] et la série a été renouvelée chaque année depuis 2010, sur le marché intérieur et à l'étranger.
Pour 30 millions de dollars américains, l'acteur principal, Simon Baker, a signé une extension de son contrat pouvant amener la série jusqu'à « sept saisons », ce qui signifiait qu'elle serait présente jusqu'en 2015.
Le 10 mai 2014, les sites TV Line et Deadline annoncent officiellement que CBS a renouvelé la série pour une septième et dernière saison de treize épisodes, diffusée à partir du 30 novembre 2014.

### Concept
La personnalité de Patrick Jane est très similaire à celle de plusieurs personnages populaires des autres séries comme : Millennium, Dr House, Murdoch Mysteries, Agatha Christie's Poirot, Life, Monk, Lie to Me, Profiler et particulièrement Psych : Enquêteur malgré lui, une série télévisée apparue quelques années avant Mentalist dont le personnage (Shawn Spencer), est consultant pour la police, a un talent d'observation très développé pour remarquer tous les détails et prétend être médium. Jane présente aussi beaucoup de similitudes avec le personnage d'Adrian Monk, du fait que tous les deux ont le même don de déduction, mais aussi que leurs femmes ont été assassinées. Les personnages de toutes ces séries sont inspirés du personnage de Sherlock Holmes dans les romans d’Arthur Conan Doyle, et même Bruno Heller déclare qu'il considère Jane comme le nouveau Sherlock Holmes.

### Attribution des rôles
En septembre 2011, l'actrice Catherine Dent a obtenu un rôle récurrent lors de la quatrième saison.
En août 2013, il est annoncé qu'Amanda Righetti et Owain Yeoman vont quitter la série au cours de la sixième saison.
Deux nouveaux personnages, Kim Fischer et Nick Abbot, agents du FBI, feront leur apparition au cours de cette même saison. Le même mois, l'acteur Rockmond Dunbar est le premier à être choisi pour interpréter Dennis « Nick » Abbot.
En septembre 2013, l'actrice Emily Swallow est choisie pour interpréter Kim Fisher.
Le 10 juin 2014, l'acteur Joe Adler (Jason Wylie) a été promu acteur régulier lors de la septième saison. Le même mois, un nouveau personnage principal, Michelle Vega, jeune recrue du FBI, est annoncé dans la septième saison.
Le 18 juillet 2014, l'actrice Josie Loren a obtenu le rôle principal du personnage de Michelle Vega lors de la septième saison.

### Tournage

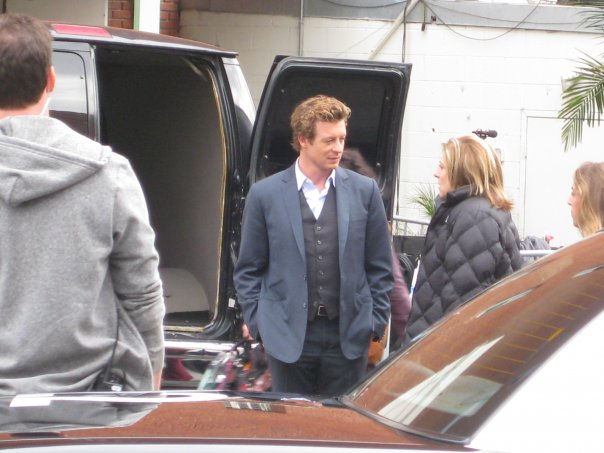
Simon Baker, l'interprète de Patrick Jane, sur le tournage de la série Mentalist.

La série se déroule à Sacramento, en Californie, aux États-Unis mais elle est tournée à Los Angeles.
Les scènes interprétées sur une route sont filmées sur Highway 111 (en) près de la municipalité La Quinta, en Californie.
Les scènes de bureau du CBI sont tournées aux Warner Bros. Studios, à Burbank, en Californie.

### Fiche technique
- Titre original : The Mentalist
- Titre français : Mentalist
- Titre québécois : Le Mentaliste
- Création : Bruno Heller
- Réalisation : Chris Long, Eric Laneuville, John F. Showalter, Charles Beeson, Randall Zisk, David Barrett, John Polson, Guy Ferland, Martha Mitchell, Simon Baker, Norberto Barba, Lesli Linka Glatter, Roxann Dawson, Tom Verica, Geary McLeod, Elodie Keene, Robert Duncan McNeill, David Nutter, Adam Kane, Stephen Gyllenhaal, Bobby Roth, Anton Cropper et James Hayman
- Scénario : Bruno Heller, Ken Woodruff, Erika Green Swafford, Eoghan Mahony, Tom Szentgyorgyi, Ashley Gable, Daniel Cerone, Jordan Harper, David Appelbaum, Rebecca Perry Cutter, Mike Weiss, Andi Bushell, Gary Glasberg, Leonard Dick et John Mankiewicz
- Direction artistique : Julie Walker et Jason Zev Cohen
- Décors : Bryan Thetford et Cherie Day Ledwith
- Costumes : Amanda Friedland, Julia Schklair et Scott O'Leary
- Photographie : Geary McLeod, Tom Camarda, Frank Perl, Christopher Faloona, Michael Goi et Bill Roe
- Montage : David Ekstrom, Christopher Cibelli, Glenn Farr, James Gadd, Joseph Butler et Anthony J. Rivard
- Musique : Blake Neely
- Casting : Eric Dawson, Carol Kritzer et Robert J. Ulrich
- Production : Ken Woodruff, Matthew Carlisle, Charles Goldstein, Simon Baker, Erika Green Swafford et Mike Weiss ; John Scherer, Leanne Moore, Nina Corrado, David Appelbaum et Jordan Harper (coproduction) ; Bruno Heller, Chris Long, Eoghan Mahony, Peter Lauritson, Tom Szentgyorgyi, Ashley Gable, Daniel Cerone, Andi Bushell et Gary Glasberg (production exécutive)
- Société de production : Warner Bros Television et Primrose Hill Productions
- Société de distribution (télévision) : Columbia Broadcasting System (États-Unis) ; CTV (Canada) ; Channel 5 Television (Royaume-Uni) ; TF1 (France) ; RTS Un (Suisse) ;
- Pays d'origine :  États-Unis
- Langue originale : anglais
- Format : couleurs - 35 mm - 1,78:1 - son Dolby Digital
- Genre : policier et comédie dramatique
- Durée : 42 minutes

 Sauf indication contraire, les informations mentionnées dans cette section peuvent être confirmées par la base de données cinématographiques IMDb,  présente dans la section « Liens externes ».

### Diffusion internationale
- En version originale :
  -  États-Unis : depuis le 23 septembre 2008 sur CBS
  -  Canada : depuis le 22 septembre 2008 sur /A\[20], et depuis le 4 janvier 2009 sur CTV[21]
  -  Royaume-Uni : depuis [Quand ?] sur Channel 5 Television
  -  Australie : depuis [Quand ?] sur Nine Network
- En version française :
  -  France : du 20 avril 2009 au 21 juin 2010 sur TPS Star (saisons 1 et 2), entre le 6 janvier 2010 et le 24 novembre 2015[22] sur TF1 et depuis le 16 septembre 2016 sur TMC[23] en VM
  -  Belgique : depuis le 9 mai 2009 sur BeTV et sur la RTBF
  -  Québec : depuis le 30 août 2009 sur V
  -  Suisse : depuis le 2 septembre 2009 sur RTS Un
  -  Maroc : depuis le 30 août 2011 sur Medi 1 TV

## Épisodes
| Saison | Nombre d'épisodes | Diffusion originale | Diffusion originale | Diffusion originale | Diffusion originale            | Diffusion originale |
| Saison | Nombre d'épisodes | Années              | Début de saison     | Fin de saison       | Audience moyenne (en millions) | Classement          |
| ------ | ----------------- | ------------------- | ------------------- | ------------------- | ------------------------------ | ------------------- |
| 1      | 23                | 2008-2009           | 23 septembre 2008   | 19 mai 2009         | 16,93                          | no 6                |
| 2      | 23                | 2009-2010           | 24 septembre 2009   | 20 mai 2010         | 15,34                          | no 10               |
| 3      | 24                | 2010-2011           | 23 septembre 2010   | 19 mai 2011         | 13,29                          | no 9                |
| 4      | 24                | 2011-2012           | 22 septembre 2011   | 17 mai 2012         | 13,12                          | no 12               |
| 5      | 22                | 2012-2013           | 30 septembre 2012   | 5 mai 2013          | 9,00                           | no 22               |
| 6      | 22                | 2013-2014           | 29 septembre 2013   | 18 mai 2014         | 9,13                           | no 26               |
| 7      | 13                | 2014-2015           | 30 novembre 2014    | 18 février 2015     | 9,27                           | no 25               |

### Générique
Le générique de Mentalist a été composé par Blake Neely. Il y a plusieurs versions :
- La saison 1 comporte une définition du mentalisme (avec un texte blanc sur fond noir) puis l'apparition du titre de la série et son créateur pendant deux secondes.
- La saison 2 (épisodes 1 et 2) présente un générique de sept secondes après quelques minutes d'épisode : celui-ci est composé de différentes bandes de couleurs en mouvements et d'images de Patrick Jane.
- De la saison 2 à l'épisode 8 de la saison 6 : même générique que les deux premiers épisodes de la saison 2 mais avec un thème musical différent. Il faut noter que la musique de l'épisode 4 de la saison 3 est très légèrement différente et celui de l'épisode 10 de la même saison aussi (version « esprit de Noël »).
- L'épisode 9 de la saison 6 : pour cet épisode post-John le Rouge, le visuel reste le même mais le thème est réenregistré en version guitare acoustique (en accord avec l'île en pleine mer).
- À partir de l'épisode 10 de la saison 6 : jusqu'à la fin de la série le générique va varier entre deux versions qui sont des arrangements du générique normal (de la saison 2 à la 6) mais en plus « moderne » (arrivée au FBI). Seul l'épisode 5 de la saison 7 aura un générique spécial puisqu'on n'entendra presque que la basse du générique.

## Personnages principaux

### John le Rouge
C'est un tueur en série et antagoniste principal de la série télévisée.
Il a tué la femme et la fille de Patrick Jane), le héros. Il est activement recherché par ce dernier et son identité demeure un mystère jusqu'à l'épisode 8 de la sixième saison, qui le révèle comme étant Thomas McAllister, shérif du comté de Napa et apparu en tant que tel dans quelques épisodes, dans l'univers de la série.

### Patrick Jane
Patrick Jane est né le 16 septembre 1974. Jane se faisait passer autrefois pour un « medium » contre de l'argent. Un jour, interrogé sur John le Rouge, un tueur en série sanguinaire qui signe ses crimes d'un smiley ensanglanté, Jane le dépeint en lui prêtant de fausses caractéristiques et en se moquant de lui. Celui-ci, pour se venger des propos qu'il juge insultants et pour lui montrer le sérieux de ses actes, assassine la femme et la fille de Jane. En rentrant chez lui, Jane découvre la situation, mais aussi un mot du tueur épinglé sur la porte, le prévenant qu'il n'aurait pas dû se moquer de lui. Cet événement tragique, qui fait basculer sa vie, le décide à devenir consultant pour le CBI sous la responsabilité de Teresa Lisbon afin de se servir de ses dons pour aider la police et traquer les criminels dans des affaires de meurtres. Avant d'entrer dans l'équipe, Patrick est interné dans un hôpital psychiatrique où il est aidé par sa psychiatre, Sophie Miller. Doté de facultés d'observation et de déduction exceptionnelles, il utilise notamment des techniques de lecture froide, d'hypnose et de pickpocket afin d'élucider des meurtres. Au sein de l'équipe, Jane est très à l'aise et apporte une aide précieuse dans chaque affaire malgré ses excentricités. Cependant, derrière son  apparente assurance, il se sent responsable de la mort de sa famille et ne poursuit qu'un but : parvenir un jour à retrouver la trace de John le Rouge pour le tuer. Patrick a beaucoup de mal à reconnaître ses responsabilités lors de ses débordements.
Dans le dernier épisode de la deuxième saison, Patrick Jane rencontre John le Rouge physiquement, mais celui-ci a le visage caché par un masque.
Dans le dernier épisode de la troisième saison, Patrick tue un ami de John le Rouge mais fait croire durant la première moitié de la saison suivante qu'il a tué le véritable John le Rouge.
À la fin de la saison 4, il rencontre Loreleï Martins, une disciple de John le Rouge avec qui il aura une aventure (Jane affirmera que cette aventure était seulement pour la manipuler).
Dans le dernier épisode de la cinquième saison, Patrick Jane établit une liste de sept suspects dont l'un d'eux est John le Rouge.
Dans l'épisode 8 de la sixième saison, Patrick Jane parvient à se venger de la mort de sa femme et de sa fille en tuant John le Rouge ; il s'avère que le tueur en série n'était autre que le shérif Thomas McAllister. Il arrive à le piéger grâce à un pigeon et une arme qu'il avait cachée dans une chapelle. Deux ans après avoir tué John le Rouge, il s'enfuit en Amérique du Sud puis se retrouve emprisonné après avoir conclu un marché avec Dennis Abbott, le patron du FBI qui était à sa recherche pour le meurtre de John le Rouge. Il parvient à le manipuler grâce à cet accord et va retrouver une place de consultant mais pour le FBI, permettant aussi à Lisbon d'avoir un poste d'agent du FBI à Austin au Texas.
Dans l'épisode final de la sixième saison, Patrick décide d'avouer ses sentiments à Teresa Lisbon. Il lui annonce qu'il l'aime plus que tout et qu'il avait juste peur à cause de ce qui s'est passé avec sa femme. Lisbon est très émue mais lui dit que c'est trop tard (elle est alors en couple avec l'agent Pike). Cependant, Lisbon revient sur sa décision et décide de revoir Jane pour lui avouer ses sentiments. La scène finale de cet épisode est un baiser entre Jane et Lisbon.
Dès le début de la saison 7, Jane est en couple avec Lisbon après qu'il lui a dévoilé ses sentiments. 
Dans le dernier épisode de la série, Jane demande la main à Lisbon. Elle accepte immédiatement. Ils se marient à la fin de l'épisode et elle lui annonce qu'elle est enceinte.

### Teresa Lisbon
Chef de l'équipe du CBI, Lisbon a sous ses ordres trois agents : Kimball Cho, Wayne Rigsby et Grace Van Pelt. Elle a également le consultant Patrick Jane sous sa responsabilité. Jeune femme autoritaire, attachée aux règles et aux procédures, elle est parfois agacée par le comportement de Jane et ses méthodes peu conventionnelles. Cependant, elle constate que les analyses de celui-ci sont pertinentes et prend ainsi la décision de l'emmener le plus souvent avec elle sur le terrain. Régulièrement obligée de le couvrir auprès de ses supérieurs hiérarchiques, elle tente de limiter les débordements de Jane. Ils forment tous les deux un duo de charme, professionnel et efficace. La jeune femme cache en elle une blessure d'enfance liée au décès de sa mère, tuée par un chauffard ivre, un drame qui a fait sombrer son père dans l'alcoolisme. Elle-même a parfois tendance à se réfugier dans l'alcool quand elle est mal (d'où la bouteille de whisky dissimulée dans son bureau). Elle a eu la charge de ses trois frères et de son père après la mort de sa mère. Elle est la seule avec Jane à connaître les sept noms parmi lesquels se trouve l'identité de John le Rouge à la fin de la saison 5.
À la fin du premier épisode de la sixième saison, Teresa se fait piéger par John le Rouge. Au début de l'épisode suivant, elle parvient à sortir du piège de John le Rouge grâce à Patrick et aussi parce qu'elle en avait donné la localisation. Elle aide Patrick Jane dans sa quête à retrouver John le Rouge pour qu'il puisse se venger. Lors de la traque, le CBI ferme et elle perd temporairement son emploi. Deux ans après la mort de John le Rouge, elle obtient un poste de shérif. Elle retrouve Patrick Jane après des envois de lettres. Grâce à lui, Teresa retrouve un poste d'agent au FBI au sein du bureau d'Austin au Texas.
Dans l'épisode 16 de la sixième saison, elle rencontre Marcus Pike, un agent du FBI, avec qui elle sort pendant plusieurs mois. Lorsque leur relation devient plus sérieuse, ce dernier lui propose de venir avec lui à Washington. Elle hésite beaucoup mais accepte. Puis, il lui demande de l'épouser, ce qu'elle accepte aussi. 
Dans l'épisode 22 de la sixième saison, Lisbon a décidé de partir avec Pike. Jane lui avoue alors ses sentiments. Teresa décide finalement de ne pas partir et de le retrouver pour rester avec Patrick. Elle lui avoue alors ce qu'elle ressent et ils s'embrassent.
Dès le début de la saison 7, Lisbon est en couple avec Jane après que ce dernier lui ait dévoilé ses sentiments lors de la fin de la saison précédente. Dans le dernier épisode de la série, Jane demande la main à Lisbon, ce qu'elle accepte immédiatement. Ils se marient peu après. Dans la toute dernière scène, Lisbon lui avoue qu'elle est enceinte et qu'il va de nouveau être père.

### Wayne Rigsby
Derrière sa carrure imposante et son côté un peu fruste, Rigsby est une personne aimable et attachante. Avant de faire partie du CBI, il a travaillé deux ans pour la section des incendies criminels de la police de San Diego. Dès l'arrivée de la nouvelle recrue au sein de l'équipe, Grace Van Pelt, il est immédiatement séduit. Mais d'une nature timide, il n'ose pas lui avouer ses sentiments, se montrant souvent gêné et maladroit avec elle. Un malaise qui amuse beaucoup ses coéquipiers, tout particulièrement Jane et Cho. Il a un fils prénommé Ben qu'il a eu avec sa compagne de l'époque Sarah, avocate puis substitut du procureur. Il est séparé de la mère de Ben, Sarah, à la suite du maquillage de sa mort à la fin de la quatrième saison.
Il est très ami avec son coéquipier Kimball Cho, n'hésitant pas à se protéger mutuellement l'un et l'autre.
Rigsby est confronté à son père, Steve, dans l'épisode 21 de la saison 3. Il lui demande son aide dans une enquête. Le père de Rigsby s'avère être un homme vénal, malsain et avec lequel Rigsby a beaucoup de mal à communiquer. Rigsby brûle des paquets de cigarettes dont son père fait la contrebande.
Rigsby se bat avec son père. Il arrive à avoir le dessus sur lui. Steve Rigsby dit à son fils qu'il aurait dû garder son couteau sur lui.
L'épisode 4 de la saison 5 nous en apprend beaucoup sur Wayne. On voit pour la première fois son fils, Ben. Il s'en occupe seul, puisqu'il est séparé de Sarah depuis qu'il s'est fait passer pour mort afin d'attraper John Le Rouge.
Puis on découvre un peu plus la relation qu'il entretient avec son père, Steve Rigsby. Dans cet épisode, le père de Rigsby se retrouve directement mêlé à l'affaire du CBI. Il est retrouvé blessé, tout près de la scène de crime, victime de plusieurs blessures par balles. Malgré les conseils de Rigsby et du médecin, Steve Rigsby s'échappe de l'hôpital. Il a tout juste le temps de faire connaissance avec son petit-fils via quelques photos avant de mourir dans les bras de Rigsby, à cause d'une balle logée trop près de son cœur. Rigsby est très affecté par la mort de son père, même si leur relation était loin d'être amicale. Il est alors déterminé à venger son père. C'est ce qui l'amène à être accusé du meurtre de l'assassin de son père, qu'il a bien tué, mais de façon légitime, conclut le rapport de LaRoche. Rigsby est acquitté.
Dans l'épisode 3 de la sixième saison, il se marie avec Grace Van Pelt et ils ont, deux ans plus tard et après la fin de l'affaire John le Rouge, un enfant.
Dans l'épisode 15 de la sixième saison, sa femme Grace se fait enlever par Haibach qui est responsable des meurtres des anciens membres du CBI. Il la retrouve mais est blessé grièvement par Haibach qui lui a tiré dessus. Il sauve tout de même Grace et Jane en tuant Haibach d'un coup de fusil. À la suite de ces événements, lui et sa femme décident tous les deux de se retirer du service et de mener une vie civile.
Il revient en compagnie de sa femme Grace dans le dernier épisode de la série où ils sont invités pour assister au mariage de leurs amis Jane et Lisbon.

### Kimball Cho
Membre de l'équipe de Lisbon au CBI, il a autrefois fait partie d'un gang, « les Playboys d'Avonpark ». Il a lu les dossiers personnels de toute l'équipe avant d'y rentrer, ce qui est normalement formellement interdit. Rigsby et lui sont très amis.
Cho est l'inspecteur le plus discret de l'équipe. Mais derrière son calme apparent, il sait se montrer acerbe et caustique. Fin stratège et pédagogue, c'est souvent à lui que revient la lourde tâche de mener les interrogatoires. Il est également celui qui a le plus de recul sur le comportement de Jane et qui semble être le plus amusé par sa personnalité étonnante.
Dans l'épisode 9 de la saison 7, il apprend de la bouche d'Abbott qu'il a été nommé pour devenir le prochain directeur du FBI après que ce dernier ait décidé de partir à Washington pour rejoindre sa femme. Il prend ses fonctions dans l'épisode 12, mais sera très touché par la mort de sa collègue et amie Michelle Vega. 
Dans le dernier épisode de la série, il assiste au mariage de Jane et Lisbon.

### Grace Van Pelt
Nouvelle recrue de l'équipe de Lisbon spécialisée en informatique, Grace est souvent « coincée » au bureau, mais elle rêve d'accompagner plus souvent ses collègues sur le terrain. Elle est également peu expérimentée pour mener les interrogatoires des suspects et sait qu'elle doit encore faire ses preuves. Au cours des enquêtes, elle prend conscience de ce qu'elle ressent pour Rigsby mais fait celle qui ne s'en rend pas compte, ne souhaitant pas être entraînée dans une histoire sentimentale avec un collègue de bureau (cela est normalement interdit par les clauses de leur travail). Elle finit par avouer ses sentiments pour Rigbsy juste après que celui-ci lui ait avoué les siens. Ils deviennent un couple au début de la deuxième saison bien qu'ils soient collègues. Cependant, cette proximité professionnelle va aussi les contraindre à devoir se séparer, à la demande de Hightower qui ne tolère pas des équipiers en couple dans un même service du CBI.
C'est une jeune femme croyante et sensible au domaine du paranormal, elle s'accroche parfois avec Jane, qu'elle trouve trop rationnel et cynique.
Dans l'épisode 3 de la sixième saison, elle se marie avec Wayne Rigsby et ils ont deux ans plus tard, après la fin de l'affaire John le Rouge, un enfant.
Dans l'épisode 15 de la sixième saison, elle se fait enlever par Haibach qui était l'auteur des meurtres des anciens membres du CBI puis, à la fin de l'épisode, est libérée. À la suite de ces événements, elle et son mari Rigsby décident tous les deux de se retirer et de mener une vie civile.
Elle revient en compagnie de son mari Wayne dans le dernier épisode de la série où ils sont invités pour assister au mariage de leurs amis Jane et Lisbon.

### Dennis Abbott
Agent spécial superviseur du FBI dans l'agence basée à Austin, au Texas, il apparaît pour la première fois dans l'épisode 7 de la sixième saison. Ayant un mandat fédéral, il fait irruption dans les bureaux du CBI dans l'intention de fermer les bureaux à la suite de la découverte de l'association Blake dont plusieurs agents du CBI font partie mais aussi du fait que Bertram, directeur du CBI, est soupçonné d'être à la tête d'une vaste organisation criminelle, voire d'être le tueur en série John le Rouge.
Abbott reprend ensuite l'affaire John le Rouge mais celui-ci lui échappera vivant puisque Jane le tue avant. Il retrouvera Jane deux ans plus tard pour lui proposer de travailler pour le FBI en tant que consultant.
C'est un homme décrit comme très calme face à une crise. C'est un vétéran de la guerre en Irak, il est d'origine afro-américaine. Il est marié, aime les robots et est un fan de boxe.
Au fil de la saison, il parvient à entretenir de bons rapports avec Jane, lui fait davantage confiance et le laisse agir, et fait même des plans avec ce dernier. Malgré tout, il a toujours une méfiance envers lui lorsque ce dernier agit derrière son dos.
Dans le quatrième épisode de la saison 7, le passé de Abbott refait surface lorsqu'il est interrogé sur la nomination de sa femme au poste de secrétaire d'État au commerce, sur la mission « Rio Bravo » lorsqu'il était encore en poste à ce moment-là environ dix ans plus tôt, où la mission s'est mal terminée.
Plus tard, dans l'épisode 6 de la saison 7, son passé refait de nouveau surface lorsque son ancien patron, Bill Peterson, maintenant à la DEA, lui fait du chantage en le menaçant de tout révéler sur ce qui s'est passé à Rio Bravo s'il ne fait pas ce qu'il lui dit, ce qui risquerait non seulement de mettre un terme à sa carrière, mais aussi à celle de sa femme, qui a tout juste commencé son nouveau travail à Washington DC. 
Lorsqu'il se confie à Jane, il explique ce qui s'est passé à Rio Bravo. C'est là-bas qu'il a travaillé avec Peterson, une dizaine d'années plus tôt. Il raconte qu'il a été témoin de choses affreuses, commises par des cartels. Habillés comme des militaires, ils arrêtaient des bus, faisaient descendre tous les passagers et les exécutaient. Parmi les victimes, des hommes, des femmes, des enfants. Un jour, Abbott en a repéré un, un des chefs du cartel des zetas. Il pensait qu'il allait faire la même chose. Il est alors allé l'abattre. Sauf que le lendemain, il ne s'est rien passé. Le meurtre a fait la une de la presse. Peterson s'est douté que c'était Abbott mais il a couvert ses arrières. Abbott raconte qu'il a quitté Rio Bravo dès le lendemain.
Dans l'épisode 9 de la saison 7, Abbott doit de nouveau faire face à Peterson, son ancien patron lorsqu'il était à Rio Bravo, à la frontière mexicaine. Tandis que Peterson met tout en œuvre pour ruiner sa carrière et celle de sa femme en recherchant la balle tirée par Abbott sur le gars du cartel des zetas, il reçoit l'aide de Jane et de toute l'équipe. Grâce au plan de Jane, Peterson, qui subtilisait de la drogue qu'ils trouvaient chez des trafiquants, et la revendait pour se faire de l'argent, se fait arrêter et il ne peut plus donc témoigner défavorablement pour Abbott et sa femme.
À la fin de l'épisode, Abbott annonce à l'équipe qu'il va être muté à Washington prochainement pour rejoindre sa femme, désormais sous-secrétaire d'État du Ministère du Commerce, et que ce sera donc Cho qui prendra son poste. Au cours de cet épisode, sa femme confie aussi à Jane qu'il le considère comme un ami et qu'il lui confierait sa vie.
On apprend que cela fait dix-sept ans qu'il est marié avec Lena, et qu'ils se sont rencontrés pendant leurs études. Il a cinq frères et sœurs et est l'aîné.

### Kim Fisher
Agent spécial du FBI, elle fait partie de l'équipe d'Abbott. Elle apparaît pour la première fois dans l'épisode 9 de la sixième saison. Elle a pour mission, sous couverture, de retrouver Jane et de tout faire pour qu'il rentre aux États-Unis et ainsi qu'il soit jugé pour le meurtre de Thomas McAllister.
Dans l'épisode 10, lorsque Jane découvre le piège, il se venge mais elle parvient à être son amie et entretenir une relation amicale. Dans l'épisode 11, elle révèle qu'elle a déjà consulté un psychologue.
Elle est décrite comme étant une femme intelligente et attrayante. Avant d'être au FBI, elle travaillait à la section des homicides à Dallas. Petite, elle rêvait d'avoir une baguette magique, ce que Jane lui offre plus tard dans l'épisode 13.
Au fil de la saison, elle parvient à entretenir de très bons rapports avec Jane et Lisbon, en particulier avec cette dernière. Elle se laisse égarer par quelques écarts de conduite de la part de Jane, malgré le fait qu'elle ne lui fasse pas entièrement confiance.
Dans le premier épisode de la saison 7, on apprend que Fisher a décidé de partir et de se faire muter à Seattle, pour prendre soin de sa mère qui a été victime d'une attaque cardiaque. Avant de partir, elle laisse un message adressé à Lisbon dans lequel elle lui souhaite notamment bonne chance avec Jane.

### Jason Wylie
Agent du FBI, il fait partie de l'équipe d'Abbott. Il apparaît pour la première fois dans l'épisode 10 de la sixième saison lorsqu'il parvient à localiser Jane à New York. Il est spécialisé dans l'informatique. Il sympathise rapidement avec Cho.
Assez souvent, il participe aux plans de Jane, comme lors de l'épisode 21 de la sixième saison où il aide ce dernier ainsi que Lisbon à coincer le coupable d'un trafiquant d'organes. Il se fait passer pour un des complices de l'homme dans un plan de Jane où lui et Lisbon font croire qu'ils lui enlèvent ses organes.
Dans l'épisode 13 de la sixième saison, Jane lui offre un tamagotchi, ce dont il était fan étant enfant.
Au fil de la saison 6, et encore plus lors de la saison suivante, il deviendra proche de Jane et de Cho.
Dans la saison 7, une nouvelle agente du FBI, Michelle Vega, fait son apparition à la suite du départ de Fisher. Dès le début, ils formeront un duo efficace. Il se rapproche énormément de Vega, jusqu'à l'inviter dans un restaurant. Mais il n'a pas le temps d'y aller car elle est tuée quelques heures plus tard. Il est très affecté par sa mort.
Pour cette raison, il décide de devenir agent de terrain et demande sa mutation à Salt Lake City. Mais à la suite d'une discussion avec Cho, Wylie accepte finalement de rester dans son équipe.

### Michelle Vega
Agent spécial du FBI, elle fait partie de l'équipe d'Abbott. Elle apparaît pour la première fois dans l'épisode 1 de la septième saison. Son père était dans l'armée pendant 37 ans, avant qu'il ne meure d'un cancer du foie. La façon de travailler de Jane lui pose quelques problèmes d'éthique et de morale. Vega a également du mal à se faire accepter par son coéquipier, l'agent Cho.
On apprend par ailleurs qu'elle sait très bien parler espagnol et qu'elle est une adepte des jeux vidéo. On apprend que Vega n'avait plus aucun de ses parents, et que son parent le plus proche était sa tante, qui vit à Tampa, en Floride.
Elle est très proche de Wylie mais meurt durant une fusillade lors de l'épisode 10 de cette dernière saison. Pendant l'enquête, alors qu'elle recherche des suspects avec Cho, elle se fait en effet tirer dessus par l'un des coupables pendant que Cho s'occupait des deux complices qui prenaient la fuite.
À l'hôpital, l'équipe apprend qu'elle a succombé à sa blessure à l'abdomen. Ces derniers mots sont adressés à Cho, qui la soutient en attendant les secours.

## Le mentalisme
La série propose une définition de ce qu'est un mentaliste : « Quelqu'un utilisant l'acuité mentale, l'hypnose et / ou la suggestion… Maître dans l'art de manipuler la pensée et le comportement ». Un mentaliste peut utiliser diverses méthodes telles que l’illusionnisme, la lecture à froid, l’hypnose ou encore la psychologie.

## Accueil

### Réception critiques
La première saison de Mentalist a reçu des critiques plutôt positives, les critiques étant divisées sur le format procédural mais louant la performance de Simon Baker. Sur le site Rotten Tomatoes, la saison 1 a reçu un score global de 53 % sur les dix-neuf critiques. Le consensus disait : « La configuration et la narration épisodique sont loin d’être originales, mais Mentalist se distingue des autres procédures essentiellement grâce au talent de Simon Baker. » Sur Metacritic, la première saison a un score de 65⁄100, indiquant « des critiques généralement favorables ». Dans USA Today, Robert Bianco a estimé que l’épisode pilote manquait d’originalité, mais a félicité Baker, déclarant que « The Mentalist est peut-être une copie, mais c'est une copie bien faite, déclenchée par un acteur qui est devenu une star de la télévision ». Matthew Gilbert du Boston Globe a déclaré : « L'émission de CBS a très peu de poids dramatique ou de distinction, mais il est assez astucieux et rapide pour vous engager pendant une heure. » Gilbert a également fait l'éloge de la chimie entre Baker et Tunney, mais a critiqué les cas de crime, estimant qu'ils étaient prévisibles et parfois inintéressants. Mary McNamara du Los Angeles Times a loué Baker comme « pratiquement irrésistible » et dit : « ... le tour de passe-passe psychologique ne peut pas prendre une heure par semaine. Pour cela, vous avez besoin de crimes compliqués et intéressants et de personnages complexes et intéressants pour les résoudre. Le Mentaliste semble prêt à offrir cela. »
La série a été comparée à Psych qui comprend aussi un personnage principal avec des capacités d’observation élevées confondues avec des capacités psychiques et qui travaille comme consultant indépendant pour les forces de l’ordre en Californie.

### Audiences

#### Aux États-Unis
La série a créé l'événement en terminant directement à la troisième place des séries les plus regardées de la saison. Diffusée chaque mardi soir à 21 h après NCIS : Enquêtes spéciales, la série a ainsi réuni pour sa première saison 16,93 millions de téléspectateurs en moyenne.
L'épisode pilote John le Rouge a attiré 15,6 millions de téléspectateurs lors de sa première diffusion et 7,8 millions de téléspectateurs trois jours plus tard. L'épisode Rouge flamme du 2 décembre 2008 était l'émission télévisée la plus regardée de la semaine. Il s'agissait de la première fois qu'un programme dans sa première saison obtenait cette distinction depuis Desperate Housewives quatre ans plus tôt.

#### Dans les pays francophones
La diffusion de la première saison de Mentalist a commencé le 6 janvier 2010 sur TF1, en France, avec trois épisodes tous les mercredis dès 20 h 45. La série démarre très fort, en effet le premier épisode attire près de 9,07 millions de téléspectateurs (32,4 % de part de marché). La première saison de Mentalist a rassemblé en moyenne 8,3 millions de téléspectateurs et 35,2 % de part de marché. L'épisode L'Alliance de Cléopâtre a culminé à 10 millions de téléspectateurs, un record pour la série.
Le 31 août 2011, le premier épisode de la troisième saison a atteint 10,02 millions de téléspectateurs, soit 39,8 % de part de marché, ce qui est un nouveau record pour la série.
Le 3 septembre 2013, le premier épisode de la cinquième saison comptabilise 8,57 millions de téléspectateurs, soit 33,3 % de part de marché.
Le 2 septembre 2014, le premier épisode de la sixième saison comptabilise 7,88 millions de téléspectateurs, soit 31,7 % de part de marché.
Le 8 octobre 2014, lors de sa diffusion, le huitième épisode de la sixième saison — où est révélée l'identité de John le Rouge — comptabilise 9,72 millions de téléspectateurs, soit 36,3 % de part de marché.
Le 24 août 2015, le premier épisode de la septième et ultime saison comptabilise 7,77 millions de téléspectateurs, soit 33,3 % de part de marché dont 41,4 % des ménagères de moins de 50 ans.
Le 24 novembre 2015, le dernier épisode de la série comptabilise 8,489 millions de téléspectateurs, soit 31,3 % de part de marché dont 37,5 % des ménagères de moins de 50 ans.

### Distinctions

#### Récompenses
- People's Choice Awards 2009 :
  - Meilleure nouvelle série (pour la première saison)[44].
- Récompense IIG 2010 :
  - Meilleure série pour son contenu scientifique[45].
- Festival de télévision de Monte-Carlo 2013 :
  - Meilleure audience TV internationale pour une série télévisée dramatique.

#### Nominations
- Crime Thriller Awards 2009 :
  - Meilleure série du genre[46]
- Emmy Awards 2009 :
  - Emmy du meilleur acteur dans une série dramatique pour Simon Baker dans le rôle de Patrick Jane[47]
- Young Artist Awards 2009 :
  - Meilleure prestation dans une série télévisée pour un acteur invité : Dylan Minnette
  - Meilleure prestation dans une série télévisée pour une actrice invitée : Isabella Acres
- Television Critics Association Awards 2009 :
  - Meilleure nouvelle série
- Casting Society of America 2009 :
  - Outstanding Achievement in Casting - Television Pilot - Drama
- Australian Film Institute Awards 2009 :
  - Meilleur acteur pour Simon Baker
- Golden Globes 2010 :
  - Meilleur acteur dans une série dramatique pour Simon Baker dans le rôle de Patrick Jane
- Screen Actors Guild Awards 2010 :
  - Meilleur acteur dans une série dramatique pour Simon Baker dans le rôle de Patrick Jane[48]
- Emmy Awards 2010 :
  - Meilleur acteur dans une série dramatique pour Simon Baker dans le rôle de Patrick Jane
- Young Artist Awards 2010 :
  - Meilleure prestation dans une série télévisée - acteur de 14 ans ou plus pour Colby Paul
- People's Choice Awards 2011 :
  - Meilleur justicier télévisé pour Simon Baker dans le rôle de Patrick Jane
- Golden Globes 2011 :
  - Meilleur acteur dans une série dramatique pour Simon Baker dans le rôle de Patrick Jane
- Young Artist Awards 2011 :
  - Meilleure prestation dans une série télévisée pour une actrice invitée de 16-21 ans pour Erin Sanders

## Commentaires
La première diffusion sur TF1, en France, a fait l'objet de critiques, la chaîne ayant décidé de ne pas diffuser les épisodes dans l'ordre, la chaîne explique : « Nous avons une série à installer. Nous passons donc d'abord les meilleurs épisodes ».
Dans l'épisode 21 de la première saison, la propriété de Jim le milliardaire est la Fleur de Lys, le manoir le plus cher au monde qui vaut plus de 125 000 000 dollars soit 92 000 000 d'euros. C'est la propriété que Mariah Carey voulait s'offrir lors de sa première année de mariage avec Nick Cannon. Cette propriété couvre 4 000 m2 de terrain avec douze chambres, quinze salles de bains, une salle de bal, une salle de cinéma, un garage pour neuf voitures, trois mille mètres carrés de cave, deux bibliothèques d'histoire, des courts de tennis... du marbre italien,
Au cours de la saison 5, Amanda Righetti s'absente durant quelques épisodes, le temps de mettre au monde son premier enfant, Knox Addison, le 10 janvier 2013. L'actrice a dû dissimuler sa grossesse en n'apparaissant uniquement qu’assise et à moitié cachée par des accessoires. Pour justifier son absence dans la série, Van Pelt part faire un stage d'informatique à Los Angeles.
La saison 6 a la particularité de se dérouler sur deux périodes distinctes :
- La première période, qui s'étend des épisodes 1 à 8, est centrée sur la traque de John Le Rouge par Patrick Jane parmi sept suspects, dont le directeur du CBI, Gale Bertram. Durant son enquête, Jane découvre que John le Rouge fait partie d'un groupe d'agents corrompus, regroupant à la fois des policiers et des fédéraux.
- La seconde période, qui démarre à l'épisode 9, L'Exil, se passe deux ans après la mort de John le Rouge et la dissolution du CBI. Après un exil sur une petite île d'Amérique du Sud, Patrick Jane est recruté par le FBI dont Cho fait désormais partie. Lisbon, qui occupe un poste de simple officier de police, y est engagée à la demande de Jane. De leur côté, Rigsby et Van Pelt, à présent mariés et parents d'une petite fille, ont quitté la police et fondé une entreprise de sécurité informatique.

### Références

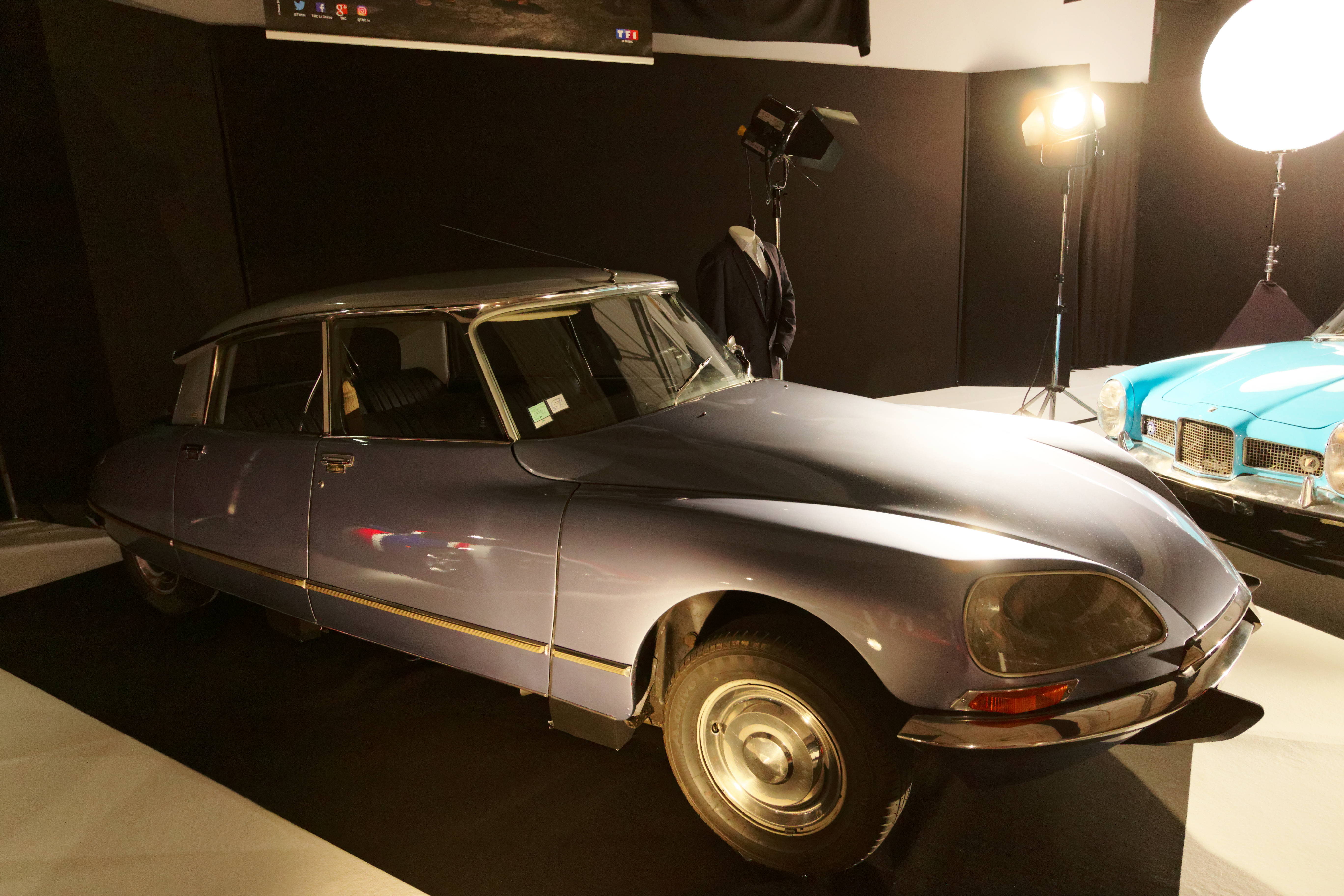
La Citroën DS utilisée lors du tournage de la série.

## Produits dérivés

### Sorties DVD et disque Blu-ray
| Intitulé du coffret  | Nombre d'épisodes | Sortie DVD et disques Blu-ray | Sortie DVD et disques Blu-ray | Sortie DVD et disques Blu-ray | Sortie DVD et disques Blu-ray | Sortie DVD et disques Blu-ray |
| Intitulé du coffret  | Nombre d'épisodes | Zone 1 (dont États-Unis)      | Zone 2 (dont France)          | Zone 4 (dont Australie)       | Nombre de disques             | Éditeur                       |
| -------------------- | ----------------- | ----------------------------- | ----------------------------- | ----------------------------- | ----------------------------- | ----------------------------- |
| Mentalist - Saison 1 | 23                | 22 septembre 2009             | 8 mars 2010                   | 23 septembre 2009             | 6                             | Warner Home Vidéo             |
| Mentalist - Saison 2 | 23                | 21 septembre 2010             | 8 novembre 2010               | 10 novembre 2010              | 5                             | Warner Home Vidéo             |
| Mentalist - Saison 3 | 24                | 20 septembre 2011             | 10 octobre 2011               | 26 octobre 2011               | 5                             | Warner Home Vidéo             |
| Mentalist - Saison 4 | 24                | 18 septembre 2012             | 8 octobre 2012                | 31 octobre 2012               | 5                             | Warner Home Vidéo             |
| Mentalist - Saison 5 | 22                | 17 septembre 2013             | 18 décembre 2013              | 14 octobre 2013               | 5                             | Warner Home Vidéo             |
| Mentalist - Saison 6 | 22                | 30 septembre 2014             | 17 décembre 2014              | 20 octobre 2014               | 5                             | Warner Home Vidéo             |
| Mentalist - Saison 7 | 13                | 28 avril 2015                 | 25 août 2015                  | 3 février 2016                | 3                             | Warner Home Vidéo             |

### Autre
- Le 5 janvier 2011, Frédéric Rapilly, rédacteur en chef adjoint au magazine Télé 7 jours a publié Le Mentalist de A à Z[55], un livre comprenant entre autres une interview exclusive de Bruno Heller ainsi qu'un abécédaire et un guide des épisodes.
- En mars 2011, Télé 7 jours a publié la série sous forme de DVD.[réf. souhaitée]
- Rétrospective des génériques de toutes les saisons.